# Guy Roux
Guy Roux (Colmar, 1938. október 18. –) francia labdarúgó, edző. 1961 és 2005 között (kisebb megszakításokkal) az AJ Auxerre vezetőedzője. A burgundiai csapatot az amatőr labdarúgásból a francia élvonalba vezette, egy alkalommal francia bajnokságot, négy alkalommal pedig kupagyőzelmet szerezve.

## Életpályája
Bár az elzászi Colmar városában született, fiatalon került Burgundiába, ahol az AJ Auxerre labdarúgócsapatában kezdett el játszani, 1957-ben be is mutatkozott a felnőtt csapatban. Ugyanebben az évben a Limoges FC-hez szerződött, de kölcsönben a Stade Poitiers csapatában is játszott. 1960-ban tért vissza Auxerre-be. 1961-ben kinevezték a felnőtt csapat vezetőedzőjévé, amikor mindössze huszonhárom éves volt. A klub ekkor a francia amatőr futballban vett részt. 1962-ben behívták sorkatonai szolgálatra, amelyet a németországi Trier városában teljesített az ottani francia laktanyában. 1964-es leszerelése után visszatért az AJ Auxerre-hez, amikor elkezdődött a klub felemelkedése: 1970-ben megnyerték a burgundiai regionális bajnokságot, majd 1974-ben feljutottak a francia másodosztályba, amelynek stabil tagjává vált. 1979-ben addigi legnagyobb sikerét érte el, amikor csapatával (ami akkor még másodosztályú volt) bejutott a francia kupa döntőjébe, ahol csak hosszabbítás után maradt alul az FC Nantes ellen, a rá következő szezonra pedig bajnokként sikerült a feljutás a francia élvonalba. Az AJ Auxerre Roux vezetésével stabil élvonalbeli csapattá vált, emellett többször részt vehetett az európai klubversenyeken is, először 1984-ben az UEFA-kupában, ahol a Sporting CP ellen estek ki az első körben, hosszabbítás után. 1996-ig többször indulhattak az UEFA-kupában, az 1992–93-as szezonban bejutottak az elődöntőbe és csak büntetők után estek ki a Borussia Dortmund ellenében. Hazai környezetben Roux legnagyobb sikere az 1995–96-os szezonban volt, amikor a klub történetében először nyerte meg a francia bajnokságot, ezzel jogot szerezve a Bajnokok Ligájában való indulásra, valamint megnyerte a francia kupát is. A Bajnokok Ligájában a negyeddöntőig jutott az AJ Auxerre, az ellenfél ismét a Borussia Dortmund volt, amelyik végül meg is nyerte a kupát. Az 1997-es Intertoto-kupa megnyerését követően a francia bajnokság középmezőnyében szerepelt a csapat.
2000-ben Roux-t a klub sportigazgatójává nevezték ki, az új vezetőedző pedig a tartalékcsapat edzője, Daniel Rolland lett. Ekkor Roux harminchat éven keresztül (megszakítás nélkül) az AJ Auxerre vezetőedzője volt. A szezont követően azonban visszatért a vezetőedzői pozícióba és maradt is 2005-ig (négy mérkőzés kivételével, amikor szívműtétje miatt pályaedzője, Alain Fiard helyettesítette a 2001–02-es szezonban). Edzői karrierjének utolsó sikerei is erre az időszakra tehetőek, amikor 2003-ban, illetve 2005-ben ismét megnyerte a francia kupát. A megnyert kupadöntő utáni nap bejelentette visszavonulását az edzősködéstől. Két évvel később rövid időre újra leült a kispadra, de egy másik csapatnál: az RC Lens vezetőedzőjévé nevezték ki, de négy bajnoki után lemondott és végleg visszavonult az edzősködéstől. Emellett 2005-től televíziós szakértőként kezdett el dolgozni különböző televíziós csatornáknál.
Roux az edzői tevékenysége során támadó szellemiségű futball híve volt, valamint kiépítette az AJ Auxerre utánpótlás-akadémiáját. Több későbbi francia válogatott játékos is itt kezdte profi pályafutását, mint Éric Cantona, Laurent Blanc, Philippe Mexès vagy Djibril Cissé. Roux 894 mérkőzéssel a legtöbb élvonalbeli mérkőzéssel rendelkező vezetőedzője a francia bajnokságnak. 1986-ban, 1988-ban és 1996-ban az év edzőjévé választották Franciaországban. Emellett lakóhelyén, az Auxerre melletti Appoigny képviselő-testületébe is beválasztották 1995-ben, mandátumát 2014-ig töltötte be.

## Sikerei, díjai
AJ Auxerre
- francia kupadöntős: 1979
- a francia másodosztály bajnoka: 1980
- francia kupagyőztes: 1994, 1996, 2003, 2005
- francia bajnok: 1996
- Intertoto-kupa győztes: 1997

- Az év edzője: 1986, 1988, 1996